# 李博 (バレーボール)
李 博（り はく、LEE Haku、1990年12月27日 - ）は、日本のバレーボール選手。バレーボール日本代表。

## 略歴
宮崎県宮崎市出身。小学4年生のときに母に勧められてバレーボールを始める。
日向学院高等学校在学中、春の高校バレーやインターハイの選手として活躍、そして筑波大学に入学。大学在学中にインターン選手としてつくばユナイテッドSun GAIAでプレーし、卒業後に東レアローズへ入団。
2017年にオーストラリアで行われたバレーボール世界選手権アジア予選メンバーとして活躍、本戦出場を獲得した。
2021年東京オリンピックメンバーに選出され、7月24日のベネズエラ戦でオリンピック初出場した。
2022年10月7日、体調を崩したため、しばらくの間休養すると東レアローズより発表された。
2023年12月23日、V1男子の東京グレートベアーズ戦でVリーグ通算230試合出場となり、Vリーグ特別表彰制度の「Vリーグ栄誉賞」の表彰基準に到達した。その記念セレモニーでは東レの同期である星野秀知（東京グレートベアーズ在籍）に花束を手渡された。

## 人物
- 両親は中国の出身で、すでに日本に帰化しており日本国籍を取得している[9]。父は三段跳びの元中国代表選手であり、母はバレーボ－ル中華人民共和国女子代表でプレーしたこともある選手であった[3][10]。その実母の勧めで小学4年次からバレーボールを始めた[11]。
- 2017年ワールドグランドチャンピオンズカップの取材で、自分には来ないなと思って助走に入らないと「なんで助走しないんだ」とチームメイトでセッターの藤井直伸に怒られる、敵との戦いの前に藤井との戦いだと話している[12]。 その後の取材でこの話が広まっているがそれは誤解で「練習の時に、BパスCパスで助走をさぼっていたことがあって。藤井が上げたトスを打てなかったときに、周りの選手からしっかり入れよ！と注意されただけなんです」と話している[13]。
- サイドもセッターも一通り経験している。セッターをやっているとき自分が前衛か後衛かわからなくなって後衛の時にツーアタックをしてしまい怒られたことがある[14]。
- チームメイトの藤井とは、ファンが選ぶベストコンビに選ばれた[15]。愛称は「ふじーりー」。代表では「東レライン」と呼ばれる。得意な攻撃は縦のBクイック。
- 2020/21シーズン選手間投票で「アタッカー＆セッターのベストコンビNo.1」に選ばれた。サントリーのセッター大宅真樹からは「僕の目指す場所です」、チームメイトの小澤宙輝からは古舘春一の漫画『ハイキュー！！』になぞって「変人速攻」というコメントが寄せられている[16]。
- 2021/22シーズン選手間投票で「アタッカー＆セッターのベストコンビNo.1」にも選ばれ、2年連続の受賞となった[17]。
- 東京オリンピックベネズエラ戦では第三セットに途中出場し、藤井からのクイックで試合を決めた[6]。

## 球歴
- 日本代表 - 2013年-2014年、2017年
  - ワールドリーグ - 2017年
  - ワールドグランドチャンピオンズカップ - 2017年
  - 世界選手権 - 2018年
  - オリンピック - 2021年
- 2013年ユニバーシアード大会[18]

## 所属チーム
- 檍スポーツ少年団
- 宮崎市立檍中学校
- 日向学院高等学校
- 筑波大学（2009-2013年）
  - つくばユナイテッドSun GAIA（2011-2012年）
- 東レアローズ（2013年-）